# Calymmaderus solidus
Calymmaderus solidus é uma espécie de insetos coleópteros polífagos pertencente à família Anobiidae.
A autoridade científica da espécie é Kiesenwetter, tendo sido descrita no ano de 1877.
Trata-se de uma espécie presente no território português.